# Elberon (Iowa)
Elberon – miasto w Stanach Zjednoczonych, w stanie Iowa, w hrabstwie Tama. Zgodnie ze spisem statystycznym z 2000 roku, miasto liczyło 245 mieszkańców.